# 馮勝
馮 勝（ふう しょう、? - 洪武28年2月3日（1395年2月22日））は、明朝開国の功臣で軍人。明の太祖となった朱元璋の家臣。兄は馮国用（ふう こくよう、1323年 - 1358年）。

## 生い立ち
馮勝は定遠（現在の安徽省滁州市定遠県）出身。元の名を国勝といい、またの名を宗異という。生まれたときには産室に「黒気」が満ち、数日無くならなかったという。成長後は雄勇で智略多い才能を発揮し、兄の馮国用と共に読書好きであったため兵法に通じていた。元末の動乱期には武装団のようなものを組織していた。

## 朱元璋の部下となる
朱元璋の軍が妙山というところを通った際、馮国用・馮勝兄弟は共に配下となった。朱元璋が馮国用を試して「天下を取るにはどうすればよいと思うか？」と尋ねたところ、「金陵は龍が眠り虎が住まう帝王の都でございます。まずここを押さえねばなりません。そのあと四方に軍を出し、仁義を唱え、人心を掌握し、貧しい者に施し、天下の乱を収めるのがよろしいかと思います」（金陵は集慶の別名、現在の南京市）と答えたため、朱元璋は大いに喜び、側近に加えたという。馮国用はその期待に応えて滁州（安徽省滁州市）攻略に大きな功績を挙げた。

## 集慶攻略
至正15年（1355年）、朱元璋軍は長江南岸に渡り、元朝の支配する太平（安徽省馬鞍山市当塗県）を占領した。その際、馮国用を典親兵（親衛隊長）に任命した。
この頃、元軍の武将陳埜先が朱元璋に投降していたが、馮国用は彼が裏切ることを見抜いており、果たして謀反を起こしたためこれを討った。陳埜先の後を子の陳兆先が継いで反抗を続けたため、馮国用は一軍を率いて敵の陣地を破り、陳兆先とその部下3万余人を捕虜とした。この時、捕虜となった者達の動揺が収まらなかったため、朱元璋は一計を案じ、捕虜から無作為に500人を選び、馮国用ただ一人を侍らせてその者達の中で眠ったため、捕虜達は皆、朱元璋に心服したという。集慶占領後、馮国用は親軍都指揮使に抜擢される。ところがその直後、数え36歳で死んでしまった。朱元璋は慟哭し、天下を取った後もその功を忘れず、功臣廟に第8位の功臣として奉った。

## 馮勝、兄の後を継ぐ
馮国用の死後、子の誠が幼かったため、馮勝が典親軍の地位を継いだ。一方、朱元璋は集慶を応天府と改名し、後々までの拠点とした。
至正20年（1360年）、西の軍閥陳友諒が応天府を攻撃したが、朱元璋は奇計を用いて石灰山で挟み撃ちにした。馮勝は中堅として活躍し、采石・太平の奪還に大きく貢献した。鄱陽湖の戦いにも従軍し、江西の諸都市を落とすのに貢献した。

## 張士誠との戦い
西の陳友諒を倒した後の至正25年（1365年）、朱元璋は東の宿敵張士誠に攻撃を仕掛けた。その戦いの中で、馮勝は高郵（江蘇省高郵市）攻略の際、敵の策略に引っかかって部下数百人を敵城内でむざむざと殺されてしまった。朱元璋は激怒し、馮勝を召し出して杖打ち十回の刑に処し、高郵まで歩いて帰れと命じた。その後、馮勝は死に物狂いで奮戦し、淮安・安豊の諸都市を落とし、敵将の呂珍を捕虜とした。続いて常遇春の配下として平章攻略に参加した。

## 北征参加
洪武元年（1368年）、朱元璋は明を建国し、子の朱標が皇太子となった。馮勝は太子右詹事を兼任する。その後、徐達の配下として北征（元朝の本拠地攻撃）に参加し、汴梁（河南省開封市）・洛陽（河南省洛陽市）・陝州（河南省三門峡市）・潼関（陝西省潼関県）・華州（陝西省渭南市華州区）を攻略する。帰還後、征虜右副将軍に任命され、汴梁の守備を命じられる。その後、徐達の配下として山西攻略に従軍する。

## 陝西攻略、さらに甘粛攻略
北征の功を認められ、馮勝は右副将軍に任じられる。そして洪武2年（1369年）、常遇春を大将軍とし、馮勝・湯和・楊璟という順位の組織で陝西を攻略する。まずは鳳翔（陝西省宝鶏市鳳翔区）を落とし、次いで鞏昌（甘粛省定西市隴西県鞏昌鎮）・臨洮（甘粛省定西市臨洮県）を落として敵将の李思斉を降した後、引き返した。ところが慶陽（甘粛省慶陽市）に着いた頃、北元の将軍ココ・テムルが部下に原州（寧夏回族自治区固原市原州区）を襲わせたため、馮勝は一軍を率いてこれを破った。これにより、陝西は平定された（『明史』には書かれているが、北元との戦いはまだまだ続く）。
その後、朱元璋は常遇春に帰還を命じ、馮勝に慶陽を守るように命じた。ところが馮勝は西安近郊まで軍を引いてしまった。朱元璋は激怒して馮勝を斬るよう命じたが、これまでの功績を考慮して死罪は免れている。洪武3年（1370年）、朱元璋は再び常遇春と馮勝に命じて西安から軍を出し、定西でココ・テムルを大いに破った。馮勝は別働隊を率いて鳳翔から南下し、略陽（陝西省漢中市略陽県）で元将を捕らえ、沔州（陝西省漢中市勉県）を占領した。その功で、開国輔運推誠宣力武臣・栄禄大夫・右柱国・参軍国事・宋国公に任じられた。さらに食禄三千石を生涯支給されることを約束された。
この頃、ココ・テムルの主軍はカラコルムでまだ健在だった。洪武5年（1372年）、朱元璋は軍を徐達・李文忠・馮勝の3人に分け与えて攻めさせた。馮勝は征西将軍に任命され、副将軍の陳徳・傅友徳等と共に甘粛を担当した。傅友徳は蘭州（甘粛省蘭州市）で果敢に攻め込んで敵を破り、馮勝も掃林山（甘粛省酒泉市北部）で勝利し、元の将軍上都驢は降伏した。さらに亦集乃路（内モンゴル自治区アルシャー盟エジン旗東南）で守将の卜顔帖木児を下した。ただし、別方面を担当していた主軍の徐達が敗戦したため、朱元璋軍全体としてはこの作戦は失敗だった。

## 満洲攻略
その後しばらく、馮勝は北元攻略には参加せず、徐達や李文忠が担当していたらしい。
徐達・李文忠の死後、元の旧将の納哈出が独立して女直（満洲）北部を支配していた。納哈出は金山を本拠地として数十万の兵を持っており、たびたび遼東を侵略した。そこで朱元璋は洪武20年（1387年）、馮勝を征虜大将軍に任じて、傅友徳・藍玉を副将軍として20万騎で征伐に向かった。趙庸・常茂（常遇春の子で馮勝の娘婿）・李景隆・鄧鎮等の主要な将軍は皆従軍した。馮勝は松亭関から出撃し、大寧・寛河・会州・富峪の4城を降した。そして捕虜にしていた納哈出の部下の乃剌吾を降伏の使者として送り出した。納哈出は乃剌吾を見るや「おまえ、生きていたのか！」と驚き、乃剌吾は朱元璋の世話になっていたことを伝えた。そのころ馮勝の本軍は女直の苦屯で納哈出の部下観童を降伏させていた。
納哈出は馮勝に降伏の使者を送った。馮勝は了承し、部下の藍玉を使者として送った。藍玉は納哈出と面談し、出される酒を大喜びで飲むと、上着を次々脱いで軽装になった。納哈出はそんな藍玉に降伏するのが不満で左右に愚痴をこぼしていたところ、それまで黙って座っていた馮勝の娘婿の常茂がいきなり納哈出の手を切りつけ、降伏を認めさせた。納哈出の部下や妻子十余万は松花河で待っていたが、納哈出が斬られたと聞き動揺が広がった。馮勝は納哈出の部下観童を遣わして降伏させた。さらに家畜も召し上げた。さらに残兵2万余も軍に加えた。納哈出の部下で逆らった者がいたので殺した。馮勝は帰還して、朱元璋に常茂の行動や捕虜20万を得たことを報告すると、朱元璋は大いに喜んだ。
ところがこの後、馮勝の不祥事が発覚する。馮勝は獲得した良馬をひそかに懐に入れており、使者は酒に酔った挙句に納哈出の妻の宝石を勝手に奪いとり、殺した敵の妻をわずか2日後に自分の女にしていた。その他にも数多くの不祥事が見つかり、朱元璋は激怒して馮勝を大将軍から解任し、諸将の手柄も皆取り消しとした。

## 晩年
洪武23年（1390年）、曲靖（雲南省曲靖市）攻略に向かった兵が謀反を起こしたため、馮勝に解決させている。洪武25年（1392年）、太原・平陽募軍、立衛屯田に任じされる。この年、朱元璋の跡継ぎ（皇太子）が死んだため、その子が皇太孫に立てられた。馮勝は太子太師を兼任し、傅友徳・常升（常遇春の子）らと分担して山西の民政にあたった。
また、この時功臣が発表され、馮勝は第3位とされた。ところがこのころから朱元璋は疑り深くなり、功績の大きい馮勝が槍玉に挙げられた。洪武26年（1393年）、朱元璋は藍玉を殺し、馮勝を都に呼び戻した。その2年後の洪武28年（1395年）に死罪となり、その子らも改易になった。『明史』には、殺された理由すら書かれていない。死んだ年齢は不明だが、兄の馮国用が生きていれば数え72歳なので、そのやや下と考えられる。
馮勝の兄の馮国用の子の馮誠は雲南での戦功が認められ、昇進を重ねて右軍左都督にまでなった。